# Anselm Kiefer

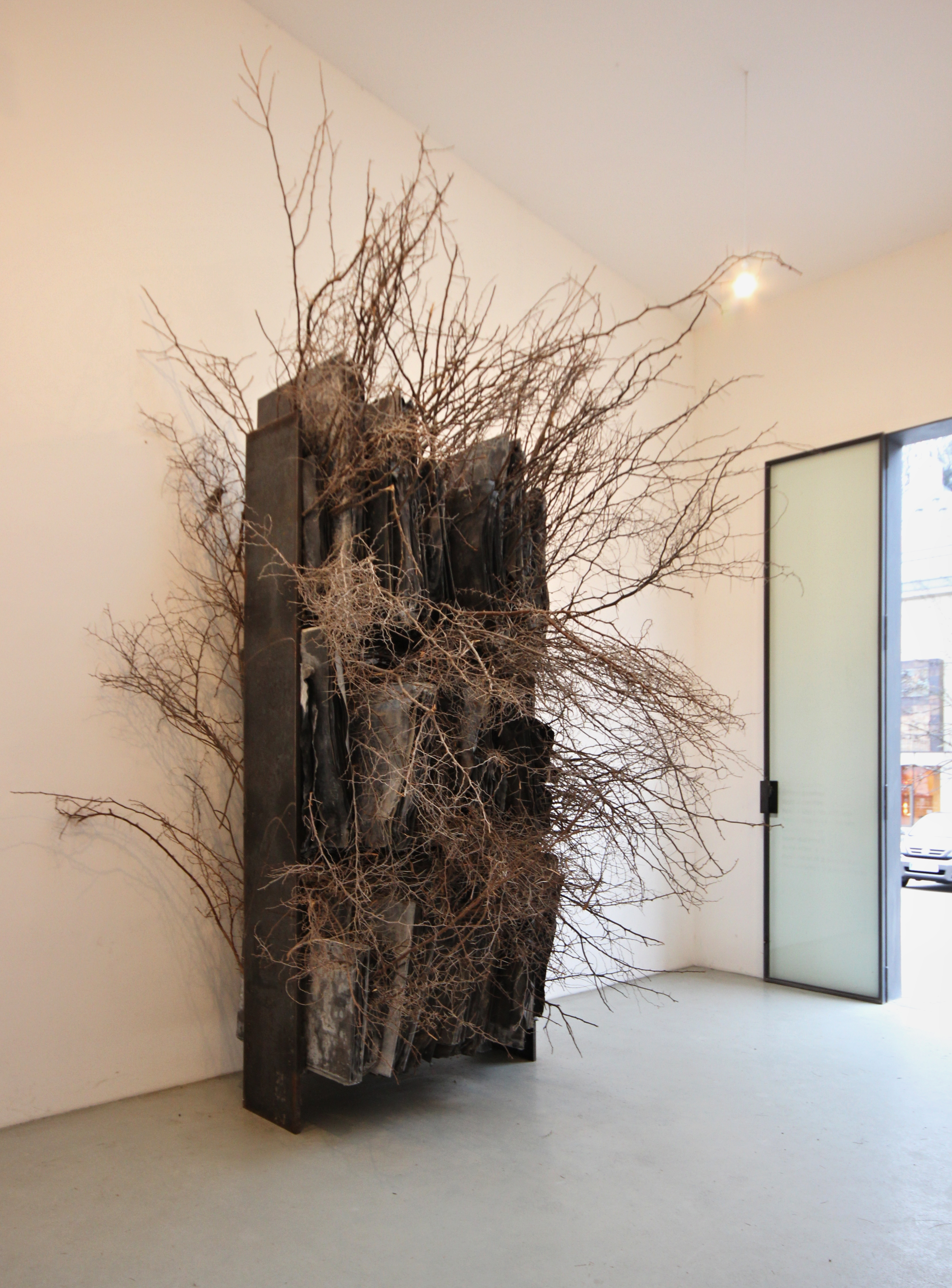
Praca AEIOU

Anselm Kiefer (ur. 8 marca 1945 w Donaueschingen) – niemiecki malarz.
Maluje niemieckie pejzaże z elementami katastroficznymi – na jego twórczości wyraźne piętno odcisnęła II wojna światowa.
Zajmuje się również scenografią teatralną i ilustrowaniem książek.